# Westwacht Aachen
Westwacht Aachen (offiziell: Deutsche Jugendkraft Westwacht 08 Aachen e. V.) ist ein Sportverein aus Aachen. Er wurde 1908 unter dem Namen Jünglingverein Sankt Jakob Aachen als Fußballverein im Rahmen von Deutscher Jugendkraft Sportverbund (DJK) gegründet und nahm den Namen Westwacht 08 Aachen 1920 an. In neuerer Zeit wurden Abteilungen für den Breitensport, Frisbee, Gesundheitssport sowie ein Aqua-Treff für Senioren ins Leben gerufen. Die Vereinsfarben sind Rot/Weiß (Heim) und Rot/Schwarz (Auswärts).

## Geschichte
Westwacht Aachen gründete sich 1908. In der Saison 1973/74 erreichte man die 3. Runde des Westdeutschen Pokals. Westwacht Aachen traf auf Alemannia Aachen, wobei die Westwacht ihren Heimvorteil nutzte und sich beide Mannschaften nach der Verlängerung mit 1:1 trennten. Das daraufhin folgende Wiederholungsspiel auf dem Tivoli gewann die Alemannia mit 6:0. Der größte Erfolg der Fußballabteilung war 1979 der Aufstieg in die Oberliga Nordrhein, die zu der Zeit dritthöchste Spielklasse Deutschlands. Jedoch stieg man bereits nach einer Saison wieder ab.
In der Saison 2009/10 stieg der Verein aus der Landesliga in die Bezirksliga des Fußballverbandes Mittelrhein ab und feierte ein Jahr später mit dem Meistertitel den direkten Wiederaufstieg. Im Jahre 2015 folgte der erneute Abstieg in die Bezirksliga, dem ein Jahr später der Abstieg in die Kreisliga A folgte. Dort konnte man aufgrund des Rücktritts vom Trainer-Duo keine Mannschaft stellen und in der Saison 2016/17 nicht antreten, womit der dritte Abstieg infolge fest stand.
Nach der Wahl eines neuen Vorstands im Frühjahr 2017 wurde beschlossen, wieder eine Seniorenmannschaft zu stellen. Durch ein „Spielercasting“ wurde eine Mannschaft gesucht, welche in der Saison 17/18 unter dem Trainer Frank Gubien zum Spielbetrieb antrat. Da es eine große Anzahl an weiteren interessierten Spielern gab, wurde sogar eine 2. Herrenmannschaft in der Kreisliga D gemeldet. Nach einem Trainerwechsel im März 2018 sicherte sich die 1. Mannschaft im Mai 2018, zwei Spieltage vor Saisonende, den Klassenerhalt. 2019 folgte der Abstieg in die Kreisliga C, aus der man 2024 in die Kreisliga B zurückkehrte.